# Anomaloglossus breweri
Anomaloglossus breweri – gatunek płaza opisany w 2006, należący do rzędu bezogonowych i do rodziny Aromobatidae. Odkryto go podczas eksploracji niedostępnej dżungli w odległym regionie Aprada tepui w południowej Wenezueli. Jego epitet gatunkowy odnosi się do Charlesa Brewer-Caríasa, badacza wenezuelskiej części regionu Gujana; był on jedną z osób, które w lutym 2004 odłowiły holotyp i paratypy tego gatunku.
Naukowcy odróżniają ten gatunek od jego bliskich krewnych po charakterystycznym wzorze na skórze, specyficznej budowie palców, umiarkowanych błonach pławnych, specyficznych cechach języka i żółtym lub pomarańczowym spodzie ciała.
Gatunek opisano jako szybko poruszającego się płaza żyjącego w zatoczkach i cichych zbiornikach wodnych nieopodal strumyków wpadających do jaskiń.